# 4898 Nishiizumi
A 4898 Nishiizumi (ideiglenes jelöléssel 1988 FJ) egy kisbolygó a Naprendszerben. Carolyn Shoemaker fedezte fel 1988. március 19-én.